# Clan Campbell
Clan Campbell (Gälisch: Clann Chaimbeul) ist ein großer und einflussreicher schottischer Clan. Sein Ursprung liegt vermutlich bei den Briten des Königreichs Strathclyde, deren originärer Sitz entweder Innis Chonnel Castle auf der Innis Chonnell im Loch Awe oder Caisteal na Nigheann Ruaidhe bei Loch Avich war.

## Geschichte

Ursprüngliches Stammwappen der Familie Campbell

Die erste schriftliche Erwähnung des Clan Campbell datiert von 1263 (als ein gewisser Gillespie Campbell Land in Strathclyde erwarb).
Der Clan wurde zuerst von den MacDougalls, Lairds of Lorne, beherrscht. Dieser Zustand änderte sich jedoch, als Sir Neil Campbell, ein enger Verbündeter und Freund von Robert the Bruce, durch umfangreiche Ländereien des Königs belohnt wurde, die von den MacDougalls und anderen Feinden der Argylls in kleineren Fehden eingebüßt worden waren. Der König verheiratete sogar seine Schwester an Sir Neil Campbell, und aus dieser königlichen Ehe entsprang John, der 1320 zum Earl of Atholl erhoben wurde.
John starb in der Schlacht von Halidon Hill 1333, und sein Titel wurde den Campbells entzogen. 1445 wurde Sir Duncan Campbell des Loch Awe-Zweiges der Familie zum Lord Campbell und sein Enkel und Erbe, Colin, 1457 zum Earl of Argyll erhoben. Der Onkel dieses Earls, ein anderer Colin, gründete einen neuen Campbell-Zweig – im County Breadalbane –, der dem Ruf der Loch Awe-Campbells in nichts nachstand. Gleichzeitig wurden dem Clan Campbell auch die Countys Cawdor und Loudoun zugesprochen. Interne Rivalität um den Titel des Clan Chiefs führte im 16. Jahrhundert zu einer Clanfehde zwischen diesen beiden großen Häusern, welche die Campbells beinahe ausrottete.
Campbell of Cawdor, der Vormund des 7. Earls of Argyll, wurde 1592 im Zuge einer Verschwörung ermordet, als das Leben seines jungen Mündels bedroht wurde. Dieser überlebte einen weiteren Giftanschlag und entwickelte sich später zu einem ausgezeichneten Soldaten und Führer, der die beiden Häuser vereinigte.
Die Unterstützung der schottischen Zentralverwaltung brachte den Campbells reiche Belohnung, trotz mehrerer Rückschläge. Archibald Campbell, 8. Earl of Argyll – ein großer Gegner von Montrose während des Bürgerkrieges gegen Charles I. – wurde wegen Verrates von Charles II. hingerichtet, obwohl die Argylls ihm zum Thron verholfen hatten. Sein Sohn, der 9. Earl of Argyll, wurde ebenfalls 1685 hingerichtet, weil er die protestantischen Aufstände des Duke of Monmouth unterstützte.
Im Rahmen einer lang anhaltenden Fehde zwischen den Campbells und dem Clan der MacDonalds ereignete sich 1692 das berüchtigte Massaker von Glencoe: Ein Trupp Soldaten unter Führung von Captain Robert Campbell of Glenlyon ermordete 38 Männer des MacDonald-Clans – dazu viele Frauen und Kinder –, nachdem sie über eine Woche lang ihre Gastfreundschaft genossen hatten. Dies war ein schwerer Verstoß gegen die schottischen Gesetze und Traditionen und verstärkte die Feindschaft zwischen den Clans.
Als die Stuarts ins Exil geschickt wurden, erhielten die Campbells sämtliche verloren gegangenen Güter zurück, und Wilhelm von Oranien ernannte 1701 Archibald Campbell, 10. Earl of Argyll zum Duke of Argyll. Dessen Sohn John Campbell, 2. Duke of Argyll wurde 1736 einer der ersten britischen Feldmarschälle, er war einer der einflussreichsten Männer in Schottland und gilt als Architekt der schottisch-englischen Vereinigung.
Während der Jakobineraufstände von 1715 und 1745 unterstützte Clan Campbell in beiden Fällen die britische Regierung mit Truppen. Weiterhin wurde das 42nd Regiment of Foot (Black Watch) zum überwiegenden Teil aus Männern des Clans Campbell zusammengestellt.

## Der Name
Dugald of Lochawe (Großvater von Mor Cailein of Lochawe) ist wahrscheinlich der Gründer der Namensdynastie Campbell. Sein Spitzname war Cam Beul (gälisch: gebogener Mund), da er die Gewohnheit hatte, nur aus dem Mundwinkel zu sprechen. Da Dugald von allen Familienmitgliedern verehrt wurde, beschloss man, seinen Beinamen als Familiennamen zu übernehmen. Daraus wurde zunächst Cambel (13. Jahrhundert).
Die heutige Schreibweise (Campbell) entstand wahrscheinlich durch normannische Bürokraten am Hof von König David II. (Sohn von Robert the Bruce) und deren Versuch, gälische Namen zu schreiben.

## Zweige des Clans

### Campbells of Strachur
Diese ist mutmaßlich die älteste der Campbellzweige. Dessen Begründer ist Sir Arthur Campbell, welcher ein Sohn von Duncan Dubh war. Dieser könnte der älteste Bruder von Gilleasbaig sein, der wiederum der Vater des patrilinearen Vorfahren der Häuptlinge des Clan Campbell war. Ein prominenter Vertreter ist General John Campbell, 17th Chief of MacArthur Campbells of Strachur (1727–1806), welcher der Oberbefehlshaber für britische Truppen in Nordamerika war.

### Campbells of Argyll
Der jetzige Zweig, dem das Clanoberhaupt entspringt. Sie halten Besitzungen in Argyllshire, darunter auch den Hauptsitz der Familie Inveraray Castle. Für die Titel siehe: Derzeitiger Chief und Titulatur dieses Artikels. Zwischen dem 15. und 20. Jahrhundert wurden die Mitglied dieses Zweiges in der St Munn’s Parish Church begraben.

### Campbells of Breadalbane
Diese sind Nachkommen von Sir Colin Campbell, dritter Sohn von Duncan, erster Lord Campbell. John Campbell (1635–1717) erhielt 1677 den Titel Earl of Breadalbane and Holland mit den nachgeordneten Titeln Viscount of Tay and Paintland und Lord Glenorchy, Benederaloch, Ormelie and Weick. Dem Zweig wurde zweimal der Titel Marquess of Breadalbane verliehen. Der Titel des Earls ruht seit 1995. Vertreter dieses Zweiges sind zum Beispiel William Campbell of Breadalbane, ein preußischer Generalmajor, und John Campbell, der zum ersten Mal den Titel eines Marquess für diesen Zweig bekommen hat.

### Campbells of Cawdor
Dieser Zweig stammt von den Haltern des Cawdor Castle ab. Dieses gehört der Familie bis heute und ist deren Stammsitz. Lange Zeit waren sie "Thanes of Cawdor", also Gefolgsmänner des Königs bis John Campbell (1753–1821), ein Abgeordneter des Unterhauses, zum Baron Cawdor, of Castlemartin in the County of Pembroke gemacht wurde. Sein Sohn wurden dann die Titel Earl Cawdor, of Castlemartin in the County of Pembroke mit dem nachgeordneten Titel Viscount Emlyn, of Emlyn in the County of Carmarthen verliehen. Ein prominenter Vertreter dieses Zweiges ist John Campbell, 1. Earl Cawdor.

### Campbells of Loudon
Hugh Campbell wurde der Titel Lord Campbell of Loudoun verliehen. Seinem Sohn John Campbell wurde dann der Titel des Earl of Loudoun mit dem nachgeordneten Titel Lord Tarrinzean and Mauchline verliehen. Sie hielten zwischenzeitig den Titel Marquess of Hastings, bis er durch die verschiedenen Erbregeln der schottischen und britischen Adelstitel erlosch. Ein prominenter Vertreter dieses Zweiges ist John Campbell, 1. Earl of Loudoun.

### Carter-Campbell of Possil
Dieser Zweig entstand durch eine Heirat und ist nicht mit Adelstiteln besetzt. Sie besaßen allerdings Grundbesitz und ließen das Torosay Castle bauen. Der Name kommt von den estates of Possil, die 1808 von Alexander Campbell of Possil gekauft wurden.

## Derzeitiger Chief und Titulatur
His Grace Torquhil Ian Campbell Duke of Argyll, Marquess of Kintyre and Lorne, Earl of Argyll, Earl of Campbell and Cowal, Viscount Lochow and Glenilla, Lord Campbell, Lord Lorne, Lord Inveraray, Mull, Morvern and Tiry, Baron Sundridge, Baron Hamilton, Hereditary Master of His Majesty's Household in Scotland, Hereditary Keeper of the Great Seal of Scotland, Keeper of Dunoon, Carrick, Dunstaffnage and Tarbert Castles, Admiral of the Western Coasts and Isles, Hereditary Sheriff of Argyll, Chief of Clan Campbell
Nicht erbbare Titel die der jetzige Chief trägt sind: Freeman der City of London, Mitglied der Worshipful Company of Distillers, Mitglied der Freimaurer und Großmeister der Keepers of the Quaich.
Der Chief von Clan Campbell stellt eine Besonderheit dar, da er einer der wenigen Peers ist, der zwei Herzogtümer gleichzeitig hält. Eines in der Peerage of Scotland und eines in der Peerage of the United Kingdom. In beiden Fällen ist der Titel "Duke of Argyll".

### Historische Einordnung der Titel
- Duke of Argyll (of Scotland) – verliehen am 23. Juni 1701 für Archibald Campbell, 10. Earl of Argyll für seine Unterstützung von Wilhelm von Oranien
- Duke of Argyll (of the United Kingdom) – verliehen am 7. April 1892 an George Campbell, 8. Duke of Argyll, der ein Minister in verschiedenen Kabinetten war und zugleich ein Freund von Prinzgemahl Albert
- Marquess of Kintyre and Lorne – als Subsidartitel der ersten Herzogswürde vom 23. Juni 1701[22]
- Earl of Argyll – verliehen 1457 an Colin Campbell, 1. Earl of Argyll[23]
- Earl of Campbell and Cowal – als Subsidartitel der ersten Herzogswürde vom 23. Juni 1701[24]
- Viscount Lochow and Glenilla – als Subsidartitel der ersten Herzogswürde vom 23. Juni 1701[24]
- Lord Campbell – verliehen 1445 an Duncan Campbell, 1. Lord Campbell
- Lord Lorne – transferiert am 14. Juli 1470 an Colin Campbell, 1. Earl of Argyll von seinem Stiefvater[23]
- Lord Inveraray, Mull, Morvern and Tiry – als Subsidartitel der ersten Herzogswürde vom 23. Juni 1701[24]
- Baron Sundridge – verliehen am 22. Dezember 1766 John Campbell, 5. Duke of Argyll
- Baron Hamilton – verliehen am 20. Mai 1776 an Elizabeth Campbell, 1. Baroness Hamilton of Hameldon
- Hereditary Master of His Majesty’s Household in Scotland – mehrere Earls of Argyll hielten den Titel Master of the Household of Scotland seit der Regierungszeit Jaboks IV. und erblich bestätigt für Archibald Campbell, 9. Earl of Argyll im Jahr 1667
- Hereditary Keeper of the Great Seal of Scotland
- Keeper of Dunoon, Carrick, Dunstaffnage and Tarbert Castles – mehrere Feudalbesitztümer akquiriert (Dunoon Castle – ab dem 15. Jahrhundert königliche Burg und Mitglieder des Clan Campbell Statthalter, Clan Campbell verlor es 1544 und es wurde 1685 zerstört | Carrick Castle – erbaut von den Campbells of Lochawe | Dunstaffnage Castle – ab 1469 in Besitz des Herzogs | Tarbert Castle – im Spätmittelalter/Frühe Neuzeit in Besitz des Clans gekommen)
- Admiral of the Western Coasts and Isles – Verantwortlichkeit für die Einnahmen aus der Schifffahrt für das Gebiet der Westküste Schottland und der Isles
- Hereditary Sheriff of Argyll – ab 1326, war damit beauftragt den Willen des Königs in Argyll umzusetzen
- Chief of Clan Campbell

## Campbell Septs
Septs sind Familien, die die Oberherrschaft eines Clanchief akzeptieren. Diese Familien sind entweder Blutsverwandte oder Familien, die schon immer im Clangebiet ansässig waren und den Clanchief als Lehnsherren anerkennen.
Offizielle Familienliste: Arthus, Bannatyne, Burnes, Burness, Burnett, Burns, Caddell, Cadell, Calder, Cattel, Connochie, Conochie, Denoon, Denune, Gibbon, Gibson, Greenhalgh, Harres, Harris, Harrison, Hastings, Hawes, Haws, Hawson, Isaac, Isaacs, Iverson, Kellar, Keller, Kissack, Kissock, Lorne, Louden, Loudon, Loudoun, Lowden, Lowdon, Macartair, Macarthur, Maccarter, Maccolm, Maccolmbe, Macconachie, Macconchie, Macconnechy, Macconochie, Macdermit, Macdermott, Macdiarmid, Maceller, Macelvie, Macever, Macgibbon, Macglasrich, Macgubbin, Macgure, Macisaac, Maciver, Macivor, Mackeear, Mackelvie, Mackerlie, Mackessack, Mackessock, Mackissock, Maclaws, Maclehose, Macnichol, Macnocaird, Maconachie, Macoran, Macowen, Macphedran, Macphun, Mactause, Mactavish, Macthomas, Macure, Moore, Muir, Ochiltree, Orr, Pinkerton, Tawes, Tawesson, Thomas, Thomason, Thompson, Thomson, Torrie, Torry, Ure.
Diese Liste ist nicht vollständig; einige Familien, die den Campbells über Jahrhunderte folgten, sind nicht aufgeführt. Es ist nicht bekannt, warum diese Familiennamen nicht in die offizielle Liste aufgenommen wurden. Um Unstimmigkeiten vorzubeugen, hat das Clan-Oberhaupt, der Duke of Argyll, beschlossen, alle Angehörigen schottischer Familien und deren Nachfahren, die ihn als Clan-Oberhaupt anerkennen und ihm Treue schwören, als Septs zu akzeptieren.

## Adelstitel
Angehörige des Clans hatten bzw. haben folgende erbliche Peer- und Baronet-Titel inne:
- Peerage of Scotland: Duke of Argyll (1701), Marquess of Argyll (1641), Marquess of Kintyre and Lorne (1701), Earl of Atholl (1320), Earl of Argyll (1457), Earl of Loudoun (1633), Earl of Caithness (1677), Earl of Breadalbane and Holland (1677), Earl of Campbell and Cowall (1701), Earl of Ilay (1706), Viscount of Breadalbane (1677), Viscount of Tay and Paintland (1677), Viscount Lochow and Glenyla (1701), Viscount of Ilay (1706), Lord Campbell (1445), Lord Lorne (1470), Lord Campbell of Loudoun (1601), Lord Kintyre (1626), Lord Tarrinzean and Mauchline (1633), Lord St. Clair of Berriedale and Glenurchy (1677), Lord Glenorchy, Benederaloch, Ormelie and Weick (1677), Lord Inverary, Mull, Moreen and Tirie (1701), Lord Oransay, Dunoon and Arase (1706).
- Peerage of England: Earl of Greenwich (1705), Baron Chatham (1705).
- Peerage of Great Britain: Duke of Greenwich (1719), Baron Sundridge (1766), Baron Hamilton of Hameldon (1776).
- Peerage of the United Kingdom: Duke of Argyll (1892), Marquess of Breadalbane (1831), Marquess of Breadalbane (1885), Earl Cawdor (1827), Earl of Ormelie (1831), Earl of Ormelie (1885), Viscount Emlyn (1827), Baron Cawdor (1796), Baron Breadalbane (1806), Baron Stratheden (1836), Baron Campbell (1841), Baron Breadalbane (1873), Baron Colgrain (1946).
- Baronetage of Nova Scotia: Campbell Baronets, of Glenorchy (1625), Campbell Baronets, of Lundy (1627), Campbell Baronets, of Auchinbreck (1628), Campbell Baronets, of Ardnamurchan and Airds (1628), Campbell Baronets, of Aberuchil (um 1668), Campbell Baronets, of Ardkinglass (1679), Livingston/Campbell Baronets, of Glentirran (1685).
- Baronetage of the United Kingdom: Campbell Baronets, of Succoth (1808), Campbell/Cockburn-Campbell Baronets, of Gartsford (1815/1821), Campbell Baronets, of St Cross Mede (1815), Campbell Baronets, of Inverneil (1818), Campbell Baronets, of New Brunswick (1831), Campbell Baronets, of Carrick Buoy (1831), Campbell Baronets, of Barcaldine (1831), Campbell Baronets, of Dunstaffnage (1836), Campbell Baronets, of Blythswood (1880), Campbell Baronets, of Ardnamurchan (1913), Campbell Baronets, of Milltown (1917), Campbell Baronets, of Airds Bay (1939).

## Tartan

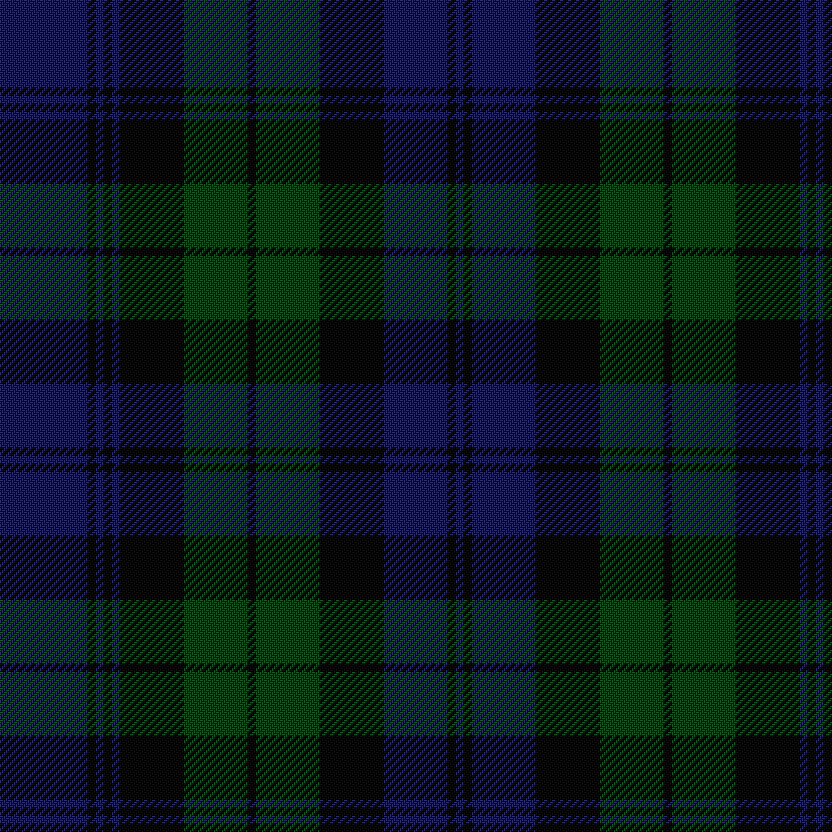
Clantartan

Das Tartan von Clan Campbell wird auch bezeichnet als „Black Watch“. Dieses ist nach einem Regiment benannt was zum größten Teil aus Campbell-Soldaten bestand. Im Jahr 1746 wurde das Tragen von Tartan verboten, bis auf das Tartan der Black Watch. Es gibt mehrere Versionen von Campbell-Tartans die vom Chief anerkannt werden: Black Watch, the Campbell of Breadalbane, the Campbell of Cawdor, and the Campbell of Loudoun.